# 松島町 (宇部市)
松島町（まつしまちょう）は山口県宇部市の地名。住居表示施行地域。郵便番号は755-0042（宇部郵便局管区）。

## 地理
宇部市の中心市街地に位置する。北東側に宇部線、東側に真締川、南西側に中央町および相生町が接する。地域内は商業地域となっており、松島町商店街が地区を東西に貫く。地区内は小串通り（宇部市道小串通り線）で大きく分けられ、通りの西側は商店が集積し松島町商店街の核を形成、東側はビジネスホテルや中規模マンションが立地している。

### 松島町商店街
宇部新川駅前広場から小串通り（宇部市道小串通り線）の先まで広がる全長約330mの商店街である。松島町商店街にはもともと核となる大型店はなく、小規模商店のみで構成される。宇部新川駅に隣接していることもあり、松島町商店街は市内にある他の商店街と比較して通行者が多い傾向にある。商店街には宇部新川駅前郵便局が立地する。
山口県を中心に学習塾を展開する向学社は、松島町商店街で1974年（昭和49年）12月に「宇部進学教室」として創業した。現在でも商店街に同塾の看板が残っている。

## 歴史

### 沿革
- 1925年（昭和50年） - 戦災復興都市計画により現在の街区が完成。
- 1961年（昭和36年） - 松島町商店街振興組合（現・松島町繁栄会）設立。

## 主な施設
| - 宇部市下水道部真締川ポンプ場 - 自衛隊山口地方協力本部宇部地域事務所 - ニチイ学館宇部校 - 大同生命保険宇部営業所 - 太陽生命保険宇部支社 | - 松島町商店街 - 宇部新川駅前郵便局 - ホテルメディア宇部 - 真締川公園 |

## 交通アクセス

### 鉄道
- JR西日本宇部新川駅下車。

### 路線バス
- 宇部市交通局 ・船木鉄道・サンデン交通「宇部新川駅」「宇部中央」「記念館前」バス停のいずれかで下車。但し、サンデン交通は宇部新川駅に乗り入れない。